# What I Did for Love (David Guetta)
What I Did for Love è un singolo del DJ francese David Guetta, pubblicato il 22 febbraio 2015 come terzo estratto dal sesto album in studio Listen.
Il singolo ha visto la partecipazione alla parte vocale della cantante britannica Emeli Sandé.
La canzone è stata pubblicata per la prima volta nel Regno Unito, e successivamente, in tutto il mondo.

## Descrizione
Il testo della canzone è stato scritto dallo stesso David Guetta insieme a Sam Martin (con cui aveva già collaborato come voce per i singoli Lovers on the Sun e Dangerous) e con la collaborazione di Giorgio Tuinfort, Jason Evigan e Sean Douglas; la prima performance live della canzone è stata durante una puntata di X Factor UK il 22 novembre 2014; il brano parla di un fatto drammatico di cui la cantante ne è la protagonista e si pente di aver commesso un atto molto atroce per gelosia nei confronti del suo amato.

## Video musicale
Il lyric video del brano, che ricorda molto quello di un'altra canzone dello stesso Guetta, Bad, è stato pubblicato il 12 gennaio 2015 sul canale VEVO di David Guetta e conta oltre 50.000.000 di visualizzazioni.

## Classifiche
| Classifiche (2015) | Posizione massima |
| ------------------ | ----------------- |
| Australia          | 20                |
| Austria            | 10                |
| Belgio (Fiandre)   | 24                |
| Belgio (Vallonia)  | 35                |
| Cile               | 43                |
| Francia            | 30                |
| Germania           | 16                |
| Irlanda            | 12                |
| Israele            | 1                 |
| Italia             | 37                |
| Paesi Bassi        | 56                |
| Regno Unito        | 6                 |
| Spagna             | 31                |
| Svezia             | 58                |
| Svizzera           | 37                |
| Ungheria           | 12                |

### Classifiche di fine anno
| Classifica (2015) | Posizione massima |
| ----------------- | ----------------- |
| Germania          | 83                |
| Israele           | 29                |
| Regno Unito       | 66                |